# Багратуні Георгій Рубенович
Георгій Рубенович Багратуні (1918, місто Тбілісі — 10 березня 1982, місто Київ) — міністр монтажних і спеціальних будівельних робіт УРСР, заслужений будівельник УРСР. Депутат Верховної Ради УРСР 7—9-го скликань. Кандидат у члени ЦК КПУ в 1966—1981 роках.

## Біографія
Народився в липні 1918 року в місті Тифлісі (тепер — Тбілісі).
Освіта вища. Закінчив у 1945 році Тбіліський інститут інженерів залізничного транспорту, за фахом інженер з будівництва мостів.
У 1945—1951 роках — начальник відділу технічного контролю Сталінського заводу металоконструкцій Сталінської області.
Член ВКП(б) з 1948 року.
У 1951—1953 роках — головний інженер Макіївського заводу металоконструкцій Сталінської області. У 1953—1959 роках — головний інженер Ждановського заводу металоконструкцій Сталінської області.
У 1959 — січні 1963 року — головний інженер — заступник начальника, начальник головного управління «Укрголовстальконструкція» Міністерства будівництва Української РСР.
У січні 1963 — грудні 1964 року — заступник, у грудні 1964 — 26 червня 1965 року — 1-й заступник міністра монтажних і спеціальних будівельних робіт Української РСР.
26 червня 1965 — 21 грудня 1979 року — міністр монтажних і спеціальних будівельних робіт Української РСР. За принципово нове рішення монтажу телевеж методом підрощення отримав звання винахідника СРСР.
З грудня 1979 року — персональний пенсіонер союзного значення у місті Києві.
Помер 10 березня 1982 року в Києві.

## Нагороди
- орден Леніна
- орден Жовтневої Революції
- орден Трудового Червоного Прапора
- орден «Знак Пошани»
- медалі
- лауреат Державної премії УРСР у галузі науки і техніки (1976)
- Почесна грамота Президії Верховної Ради Української РСР (14.07.1978)
- заслужений будівельник Української РСР (1968)